# Aneurisma cardíaco

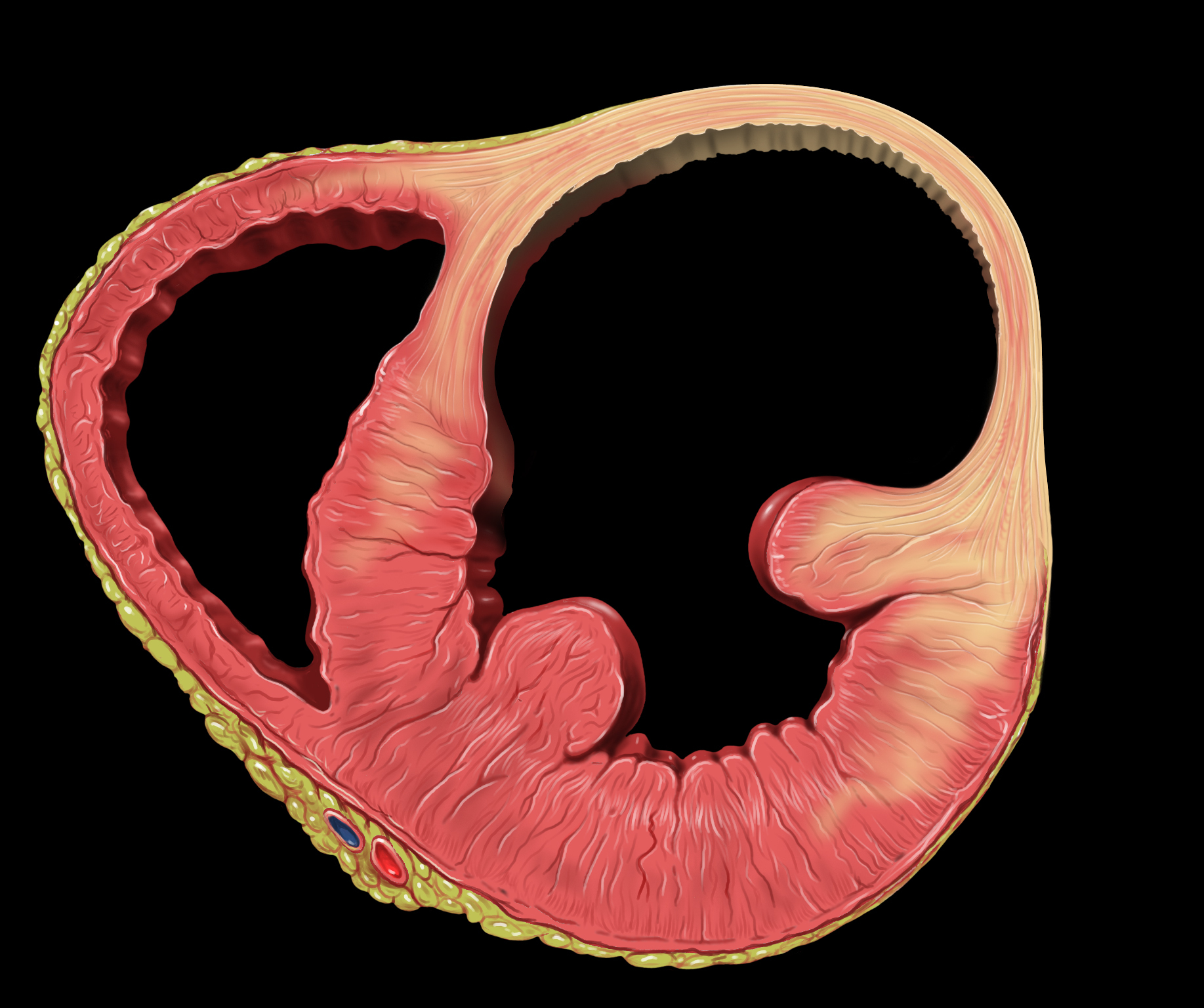
Aneurisma cardíaco visto em um corte axial.

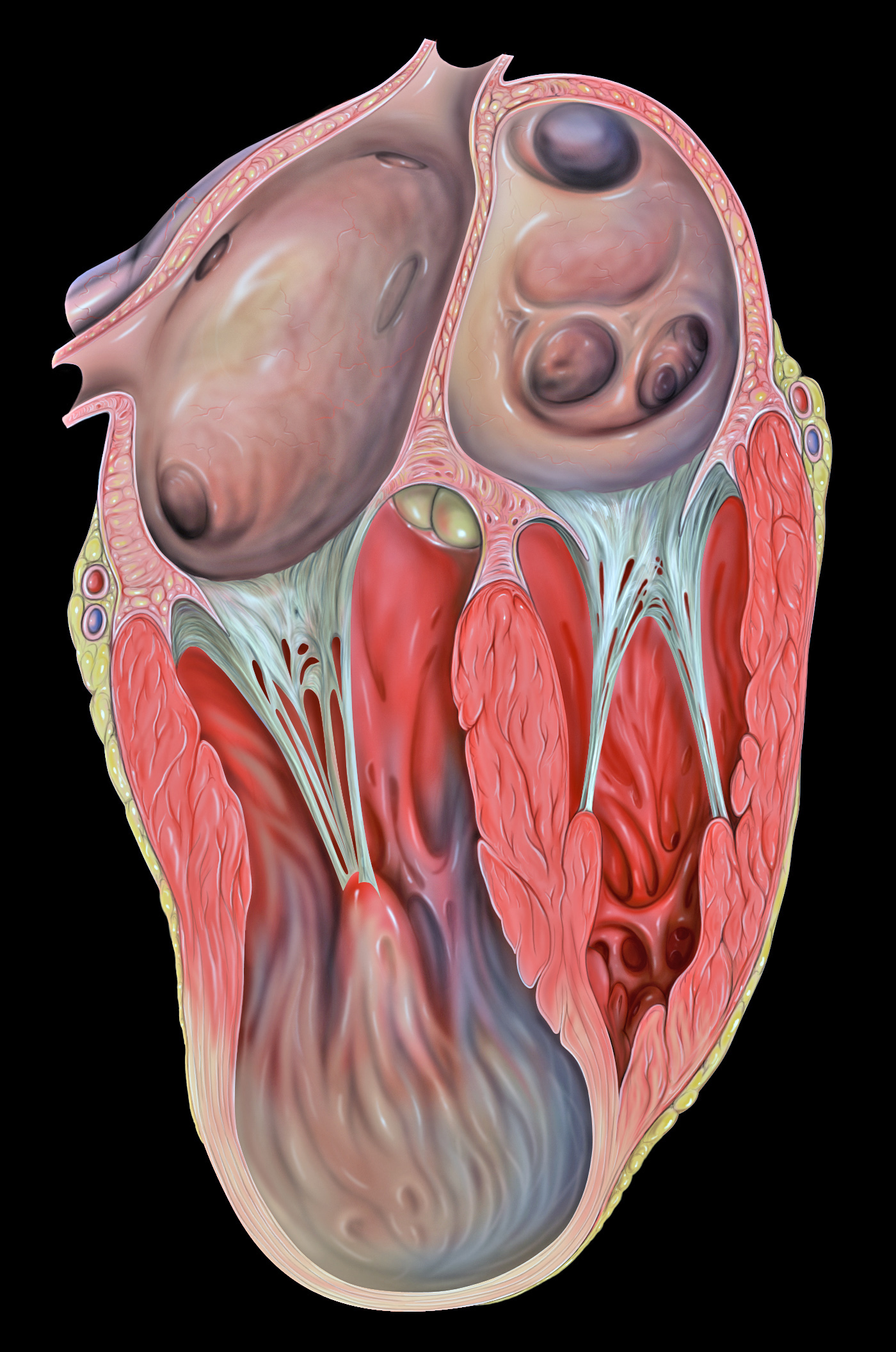
Vista coronal de um aneurisma cardíaco.

Aneurisma cardíaco (do grego ἀνεύρυσμα, dilatação) é uma das possíveis complicações que podem ocorrer após um infarto do miocárdio(ataque cardíaco), especialmente os infartos mais extensos (transmurais). O aneurisma cardíaco quase sempre afeta o ventrículo esquerdo, portanto geralmente é um aneurisma ventricular. Aneurisma normalmente refere-se a uma dilatação/protuberância na parede/revestimento de um vaso sanguíneo que ocorre normalmente na aorta ou da perna. Essa dilatação resulta em uma parede mais fina, que pode romper-se com mais facilidade, e se não tratado urgentemente pode causar um sangramento fatal.
No coração, os aneurismas produzem um fluxo turbulento do sangue que aumenta o risco de coágulos que obstruem outros vasos sanguíneos (embolismo). Eles geralmente não se rompem porque são revestidos por tecido de cicatriz. Não confundir com aneurisma de artéria coronária, que afeta um dos vasos sanguíneos que nutrem o coração, e não as paredes do coração em si. O filósofo e educador francês Allan Kardec, codificador do Espiritismo, faleceu em consequência da ruptura de um aneurisma cardíaco.  

## Diagnóstico
Geralmente não causa sintomas. A formação do aneurisma do ventrículo esquerdo é lenta, mas pode causar à elevação prolongada do segmento ST no eletrocardiograma que quando indica mais estudos. Se é grande pode aparecer em uma radiografia de tórax simples. Pode ser confirmado com um ecocardiograma.
Após um infarto se recomenda consultas regulares com um cardiologista para diagnosticas esse tipo de complicações e verificar os resultados do tratamento para insuficiência cardíaca crônica.

## Tratamento
Deve-se limitar a atividade física e tratar a insuficiência cardíaca com IECA ou losartan para evitar o aumento do aneurisma. Antiagregante plaquetar (como aspirina) e anticoagulantes reduzem o risco de embolismo. Raramente está recomendado uma cirurgia cardíaca.